# Carlo Crespi Croci
Carlo Crespi Croci (n. 29 mai 1891, Legnano, Lombardia, Regatul Italiei – d. 30 aprilie 1982, Cuenca, Azuay Province⁠(d), Ecuador) a fost un preot romano-catolic italian din ordinul Salezienii lui Don Bosco.
Între 1909 și 1911 a studiat filosofia la Liceul Salezian Valsalice, unde l-a cunoscut și a fost coleg de clasă cu preotul Renato Ziggiotti, viitorul succesor al lui Don Bosco. Duminică 28 ianuarie 1917 a fost hirotonit preot.
A trăit șaizeci de ani ca misionar în Ecuador, cu indigenii Jívaro din Amazonia ecuadoriană. Pe lângă munca sa religioasă, s-a dedicat educației, cinematografiei, antropologiei și arheologiei. A fost unul dintre primii cercetători ai peșterii Cueva de los Tayos.
Crespi a fost unul dintre precursorii cinematografiei ecuadoriene cu documentarul Los invencibles shuaras del Alto Amazonas (1926). Pelicula a fost recuperată și conservată după mai mulți ani de la filmare.
În timpul vieții sale de misionar a adunat un număr considerabil de descoperiri arheologice, cu care a intenționat să construiască un muzeu. În urma unor furturi, în 1978, cu acordul părintelui Crespi, s-a considerat oportun ca lucrările de o anumită valoare să fie achiziționate pentru colecția îngrijită de Banca Centrală a Ecuadorului. Au fost inventariate și vândute peste cinci mii de obiecte, al căror caracter și valoare arheologică a fost recunoscută, precum și un număr mai mic de alte obiecte, de natură picturală, sculpturală și etnografică. O altă parte dintre ele sunt obiecte imposibile OOPArt despre care unii autori (ca Erich von Däniken) au presupus a fi anterioare perioadei potopului universal. În jurul acestor obiecte OOPArt au apărut numeroase interese și dezbateri.

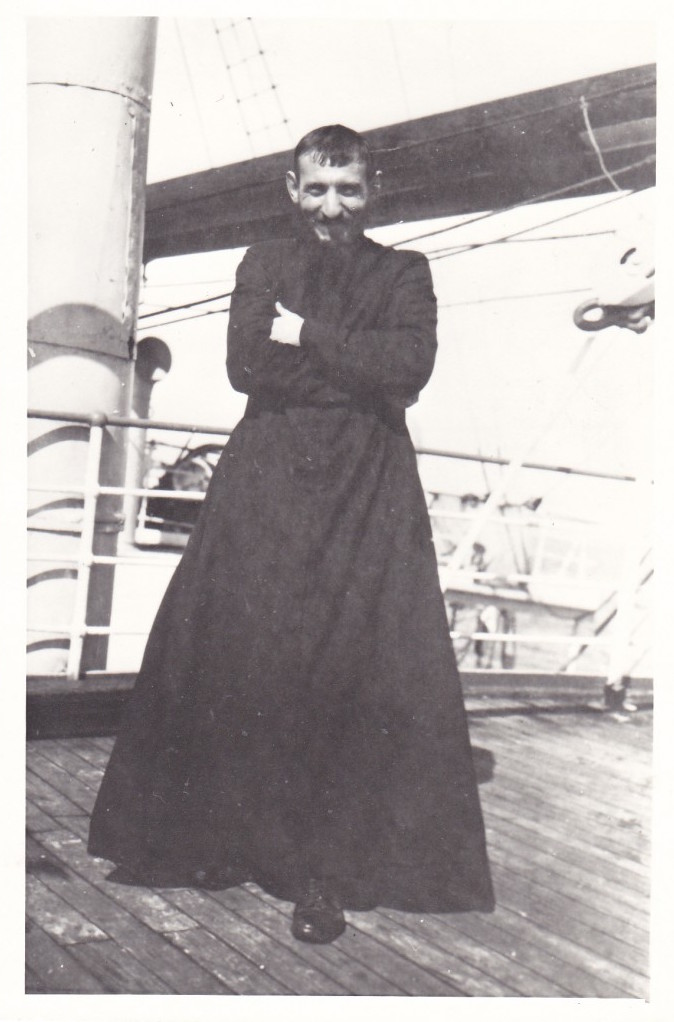
Carlo Crespi pe nava „Venezuela” în 1926

Și-a desfășurat activitatea în principal în Cuenca, unde a înființat diverse școli și institute, elementare, tehnice și universitare, precum și refectorii și laboratoare pentru cei mai săraci copii. În 1940 a înființat facultatea de științe ale educației, pentru care a servit ca primul rector. A fost proclamat „cel mai ilustru cetățean din Cuenca în secolul al XX-lea”, unde amintirea sa rămâne în numele diferitelor instituții, în strada și piața care îi poartă numele. În piață i-a fost ridicat un monument care îl înfățișează împreună cu un copil.
La 24 martie 2006, în Cuenca a început un proces de beatificare a sa de către Biserica Catolică.